# Граничная улица (Сестрорецк)
Грани́чная у́лица — улица в городе Сестрорецке Курортного района Санкт-Петербурга. Проходит от 4-й Тарховской улицей до промзоны Водоканала (дом 18). Является продолжением Жуковой улицы.
Название появилось в начале XX века. Связано с тем, что улица проходит по границе земель поселка Разлив у озера Сестрорецкий Разлив.